# Westport CDP (Nueva York)
Westport es un lugar designado por el censo ubicado en el condado de Essex en el estado estadounidense de Nueva York. En el Censo de 2020 tenía una población de 496 habitantes y una densidad poblacional de 52,65 habitantes por km². Fue incluido como CDP en el censo de 2010.

## Geografía
Westport se encuentra ubicado en las coordenadas 44°11′02″N 73°26′08″O / 44.18389, -73.43556. Según la Oficina del Censo de los Estados Unidos,  tiene una superficie total de 9,42 km², de la cual 6,12 km² corresponden a tierra firme y 3,30 km² a agua.